# Chava Pressburgerová
Chava Pressburgerová, rozená jako Eva Ginzová (21. února 1930 Praha – 3. září 2022) byla česká výtvarnice.

## Životopis
Narodila se v roce 1930 v Praze do česko-židovské rodiny Otty a Marie Ginzových. Měla o dva roky staršího bratra Petra Ginze, později redaktora terezínského časopisu Vedem. Rodina Ginzů mluvila česky, ale také esperantsky. Otto a Marie se seznámili na esperantském kongresu, dlouho netušili, že jsou oba Češi, a tak na sebe prvně mluvili pouze esperantsky. Až později se ukázalo, že mají oba stejnou národnost. Eva Ginzová vyrůstala v Praze – Těšnově, se svým bratrem chodila do Židovské školy a vydávala také školní časopis, kterého se dochovala tři čísla.
V roce 1942 byl čtrnáctiletý Petr Ginz deportován z Prahy do terezínského ghetta a dvanáctiletá Eva zůstala s rodiči doma. Otto byl stále pod ochranou, protože jeho manželka nebyla Židovka; Eva proto, že ještě nedovršila čtrnáct let. Nesměla ale navštěvovat školu a protižidovské zákony dodržovat musela. Petr jim z Terezína psal jen výjimečně, ale mohl dostávat od své rodiny balíčky s jídlem. I babička Evy Ginzové skončila v Terezíně a tam i zahynula. Poté, co Eva dovršila čtrnácti let, musela v roce 1944 odjet do Terezína také. Tam byla zařazena na dívčí domov L 410. Hodně se tam učilo, kreslilo a zpívalo. Se svým bratrem Petrem se vídala téměř každý den, protože i doma v Praze byli se svými příbuznými v každodenním kontaktu. Krátce po příjezdu do Terezína Eva těžce onemocněla a ležela tak i v nemocnici. Nedlouho poté se stala ještě další velká rána, protože její bratr Petr dostal předvolání do Osvětimi. Eva se s tím nikdy nesrovnala. Dne 28. září 1944 odjel Petr i s o rok starším bratrancem Pavlem Ginzem do Auschwitzu - Birkenau a ani jeden se už nevrátil. Na konci války za Evou přijel i Otto Ginz a společně se v Terezíně dočkali konce války a když bylo ghetto osvobozeno, vrátili se do Prahy.
V roce 1948 Eva Ginzová spolu s jejím budoucím manželem Avrahamem Pressburgerem začali organizovat emigraci Židů ve Francii. V roce 1949 spolu emigrovali do Izraele, kde si Eva změnila jméno na Chava Pressburgerová a vdala se za Avraha Pressburgera. Začala se věnovat především výtvarnému umění a vyučovala na vysoké škole. Když byl v Praze na půdě nalezen pražský deník Petra Ginze, kontaktovali Chavu Pressburgerovou a ta si ho přebrala. Později deník také vydala pod názvem Deník mého bratra. Také vydala knihu Návštěva z pravěku, kterou její bratr napsal ve třinácti letech.  Chava Pressburgerová zemřela 3. září 2022.